# Rezerwat przyrody Wykus

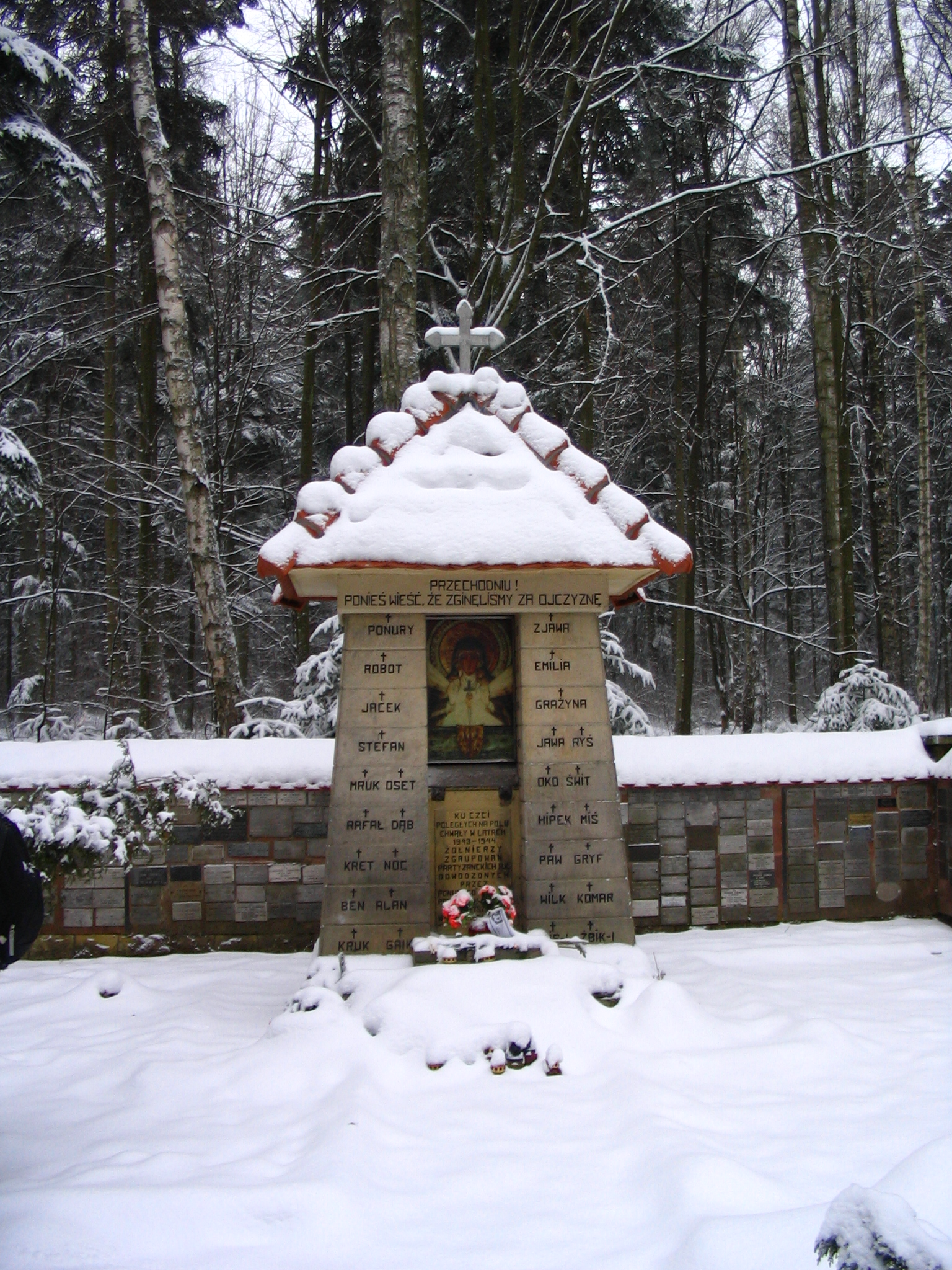
Kapliczka upamiętniająca partyzantów

Rezerwat przyrody Wykus – leśny rezerwat przyrody w gminie Bodzentyn, w powiecie kieleckim, w województwie świętokrzyskim. Jest położony w granicach Sieradowickiego Parku Krajobrazowego, w głębi kompleksu Lasów Siekierzyńskich.
- Powierzchnia: 63,58 ha[1] (akt powołujący podawał 53,01 ha)
- Rok utworzenia: 1978
- Dokument powołujący: Zarządz. MLiPD z 11.10.1978; MP. 33/1978, poz. 126
- Numer ewidencyjny WKP: 042
- Charakter rezerwatu: częściowy (podlega ochronie czynnej[1])
- Przedmiot ochrony: fragment rzeki Lubianki i jej dopływu wraz ze zboczem wzniesienia Wykus; lasy i bory mieszane o cechach lasu naturalnego z udziałem sosny, jodły, dębu bezszypułkowego (Quercus petraea), świerka i grabu; zróżnicowane zbiorowiska roślinności leśnej w tym: zespoły buczyny karpackiej (Fagetum carpaticum), grądu, boru mieszanego, olsu typowego, łęgu olszowo-jesionowego, boru sosnowego świeżego

W centrum rezerwatu znajduje się niewielka polana z pomnikiem w formie kapliczki upamiętniającym znajdujące się tu miejsce obozowania partyzantów AK ze zgrupowania „Ponurego” (Jana Piwnika). W lesie znajdują się też liczne mogiły partyzanckie.
Przez rezerwat przebiega  niebieski szlak turystyczny im. E. Wołoszyna z Wąchocka do Cedzyny oraz  zielony szlak turystyczny ze Skarżyska-Kamiennej na Wykus.